# Grote Maquette Rusland
Grote Maquette Rusland (Russisch: Гранд Макет Россия) is een privémuseum in Sint-Petersburg. Het bestaat uit een op schaal 1:87 (H0) gebouwde, 800 vierkante meter grote maquette, die is opgezet om het leven in Rusland uit te beelden. Het is ontworpen naar het idee van de Russische zakenman Sergej Morozov en strekt zich uit over twee verdiepingen in een oude bedrijfshal uit de tijd van Stalin, die als onderkomen voor de maquette dient. Alle bewegende objecten, zoals treinen, auto’s, mensen en dieren, en de afwisseling van dag en nacht geven het geheel een levendig beeld. Het museum werd voor het publiek opengesteld in april 2011. De maquette is het grootste model in Rusland en na Miniatur Wunderland de grootste ter wereld.

## Ontstaan
De Russische zakenman Sergej Morozov wilde met zijn idee van de Grote Maquette Rusland het leven in de Russische Federatie uitbeelden als kunstwerk, zoals dat ook geldt voor een film of literair werk. Hij wilde het daarom aan het publiek presenteren in een museum. Het geheel werd in eerste instantie door hem met eigen geld bekostigd. Personeel, onderhoud en uitbreidingen konden worden betaald uit de opbrengsten door bezoekers.

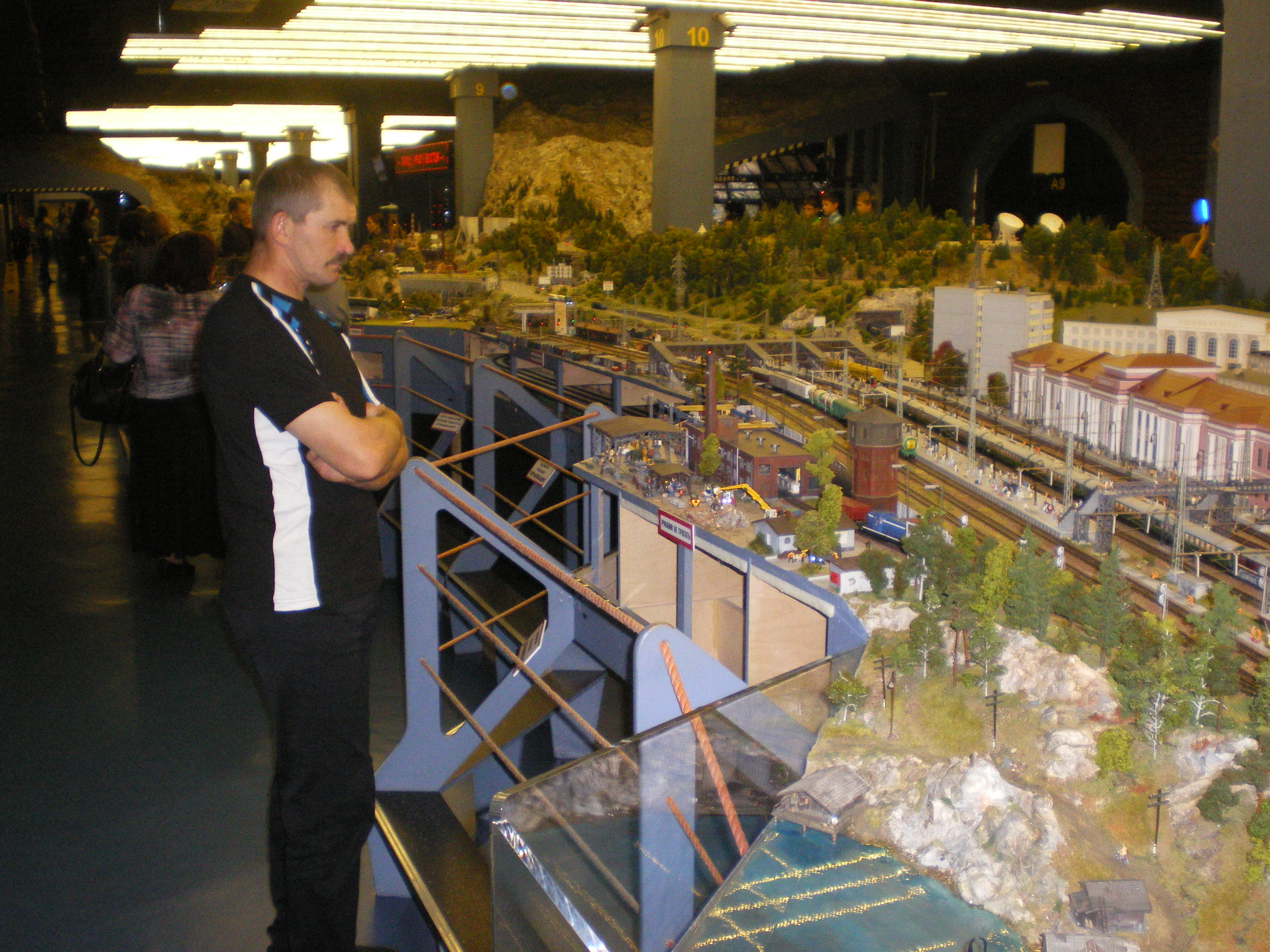
Museumdirecteur Sergej Morozov bekijkt de Grote Maquette Rusland

## Bouw
In 2008 werd door ruim 100 medewerkers begonnen met het samenstellen van een houten frame, waarop houten platen werden gemonteerd. Nadat de layout voor de spoorwegen en rijwegen was bepaald, werd het landschap gevormd door gebruik van 11.000 kg gips. Aan de onderkant werden alle elektrische en mechanische voorzieningen aangebracht. Per medewerker kostte het een maand per vierkante meter. Er worden nog steeds noviteiten toegevoegd, zoals een nieuw seinenstelsel voor de spoorwegen en een aparte ruimte voor kinderen voor interactieve bediening van treinen.

## Opening
De eerste bezoekers kregen in april 2011 toegang tot het museum. De daaropvolgende 14 maanden werkte het museum in testmodus en konden alleen bezoekers in het weekend terecht. De officiële opening vond plaats op 8 juni 2012.

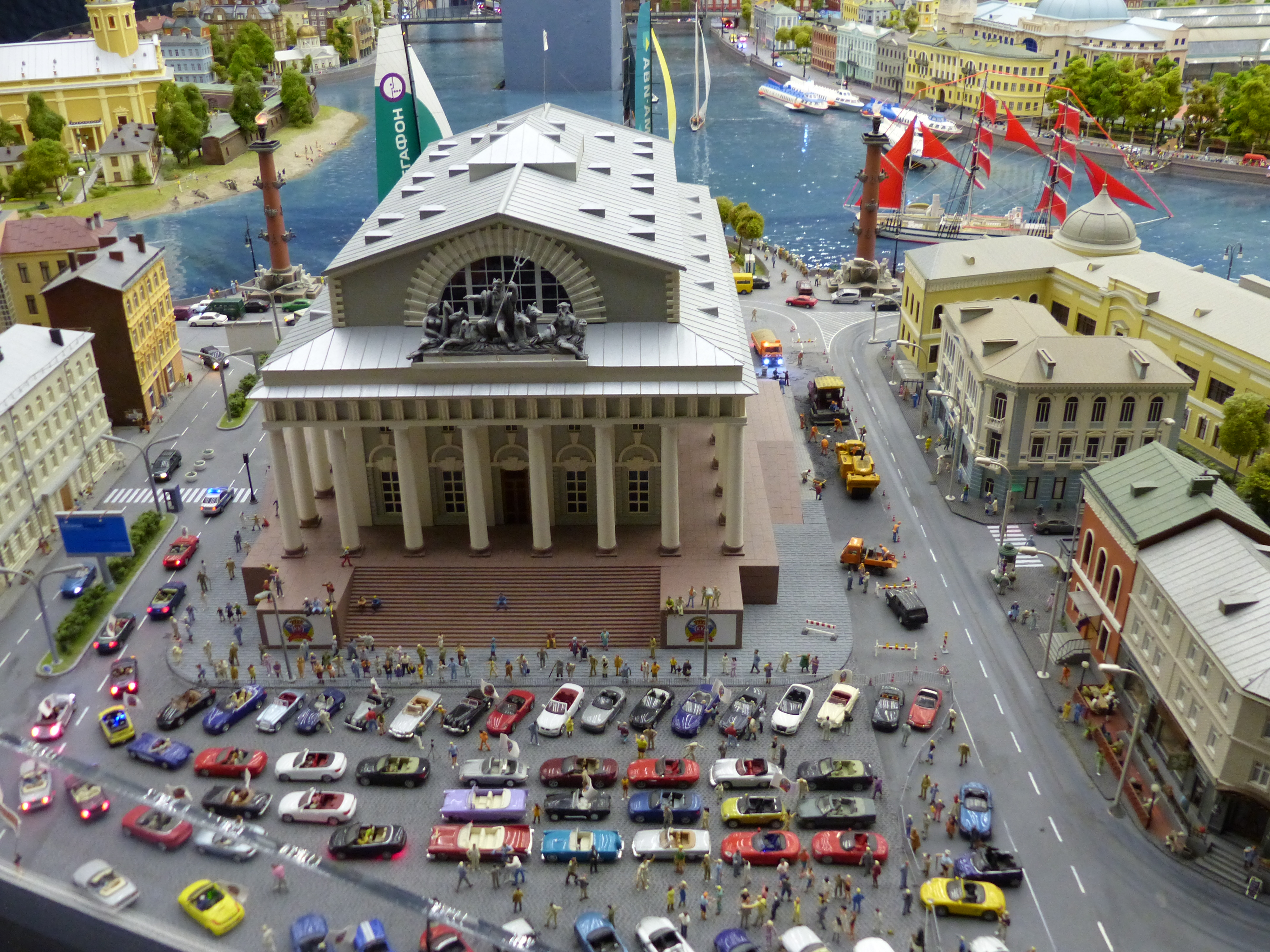
Stedelijke bebouwing

## Uitbeelding
Het model geeft een beeld van het dagelijks leven in Rusland, gerealiseerd door middel van modellen. Deze alledaagse, soms komische  situaties vertegenwoordigen verschillende menselijke activiteiten, zoals werk, vrije tijd, sport, studeren, militaire dienst, plattelandsleven, reizen, massale vieringen en zelfs een poging om uit de gevangenis te ontsnappen. Het verkeer wordt vertegenwoordigd door verschillende soorten auto's en vrachtwagens, trams, bussen, treinen, en landbouw-, bouw- en militair materieel. Bezoekers hebben de mogelijkheid om dingen in beweging te zetten op het model door op interactieve knoppen te drukken die rond de lay-out zijn geplaatst. 

## Technische oplossingen

### Het dag / nacht-systeem
Elke 13 minuten verandert de verlichting in de hal en gaat de dag geleidelijk over in nacht. De nachtverlichting duurt 2 minuten. Er werden meer dan 800.000 LED-lampjes in verschillende kleuren gebruikt om het model te verlichten zonder schaduwen te creëren.

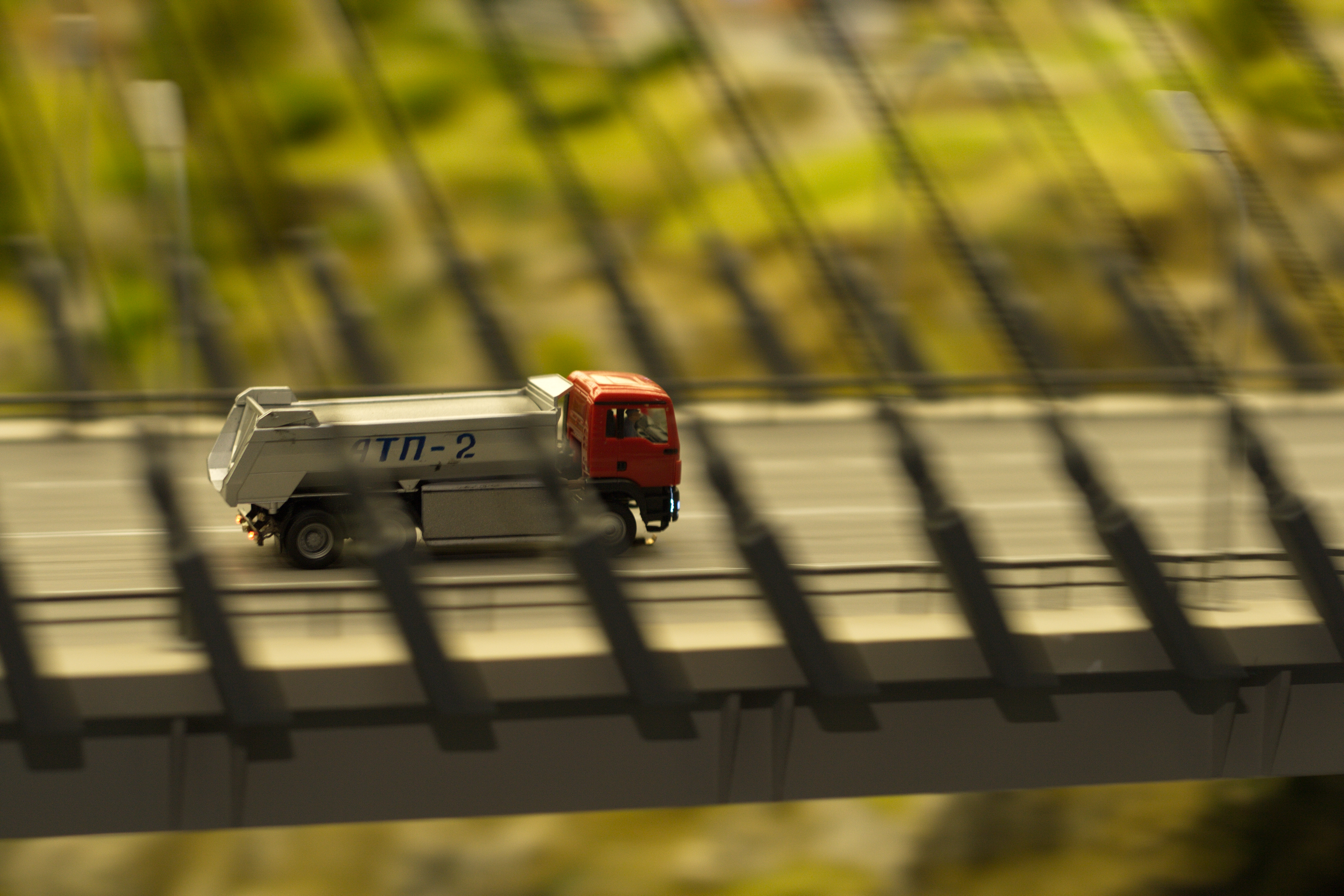
Een zelfrijdende modelauto in het Grote Maquette Rusland-museum.

### Wegverkeer
De beweging van de auto's in het model is realistisch. De auto's en bussen stoppen bij verkeerslichten, bushaltes en knipperlichten, veranderen van snelheid en passeren elkaar. Door middel van elektromagnetische inductie in het wegdek worden de accu's in de auto’s geladen. Dit was het eerste gebruik van deze methode om accu's van modelauto's op deze manier op te laden, zodat ze continu kunnen blijven rijden. De besturing van de auto's gebeurt via magneetgeleiding. 

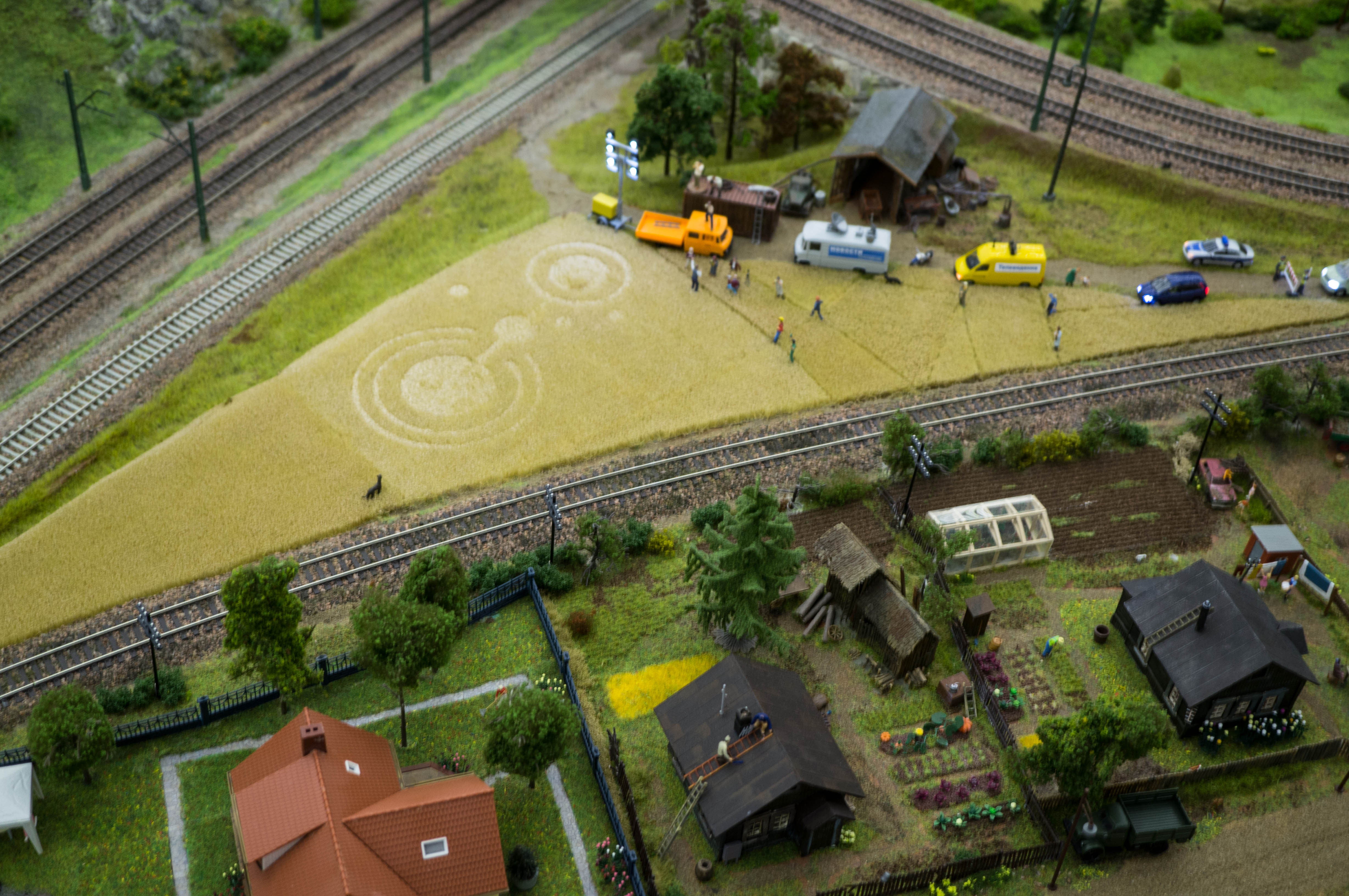
Na Ufo-bezoek achtergelaten graancirkels worden onderzocht

### Spoorwegverkeer
Om het verkeer op de modelspoorbaan te optimaliseren, werd het op vele niveaus gebouwd met meer dan 2500 m rails en 452 schakelkasten. Het totale aantal rollend materieel is meer dan 2700, waaronder 250 locomotieven en 10 speciale reinigingstreinen. De verscheidenheid aan rijdende treinen wordt gecreëerd met behulp van twee liftsystemen die tot 60 treinen kunnen opslaan en indien nodig kunnen worden vervoerd. Op de modelbaan bevinden zich ook twee draaischijven die de locomotieven tot 180 graden kunnen draaien. Het grootste hoogteverschil in de modelbaan om de bezoekersingang te overbruggen, is 1 meter, en dat wordt overwonnen door gebruik te maken van twee klimspiralen van elk meer dan 50 m lengte. 
Ook voor andere objecten, zoals een zwevende vliegende schotel, werd een technische oplossing gevonden in magnetische levitatie.

### Interactief
Door op drukknoppen, waarbij de tekst ook in het Engels staat, te drukken kunnen bezoekers kleine attracties op de maquette op interactieve wijze in werking stellen.

### Commandocentrum
Alle verkeersbewegingen worden gecontroleerd vanuit een commandocentrum door het monitoren door waarnemers van het personeel via een groot aantal beeldschermen. Bij een calamiteit in het verkeer kan hierdoor een medewerker dan via de waterlopen, die tevens als looppad dienen of luiken in het landschap of stad, snel ingrijpen. Ook voor onderhouds- en schoonmaakwerkzaamheden worden deze mogelijkheden gebruikt.

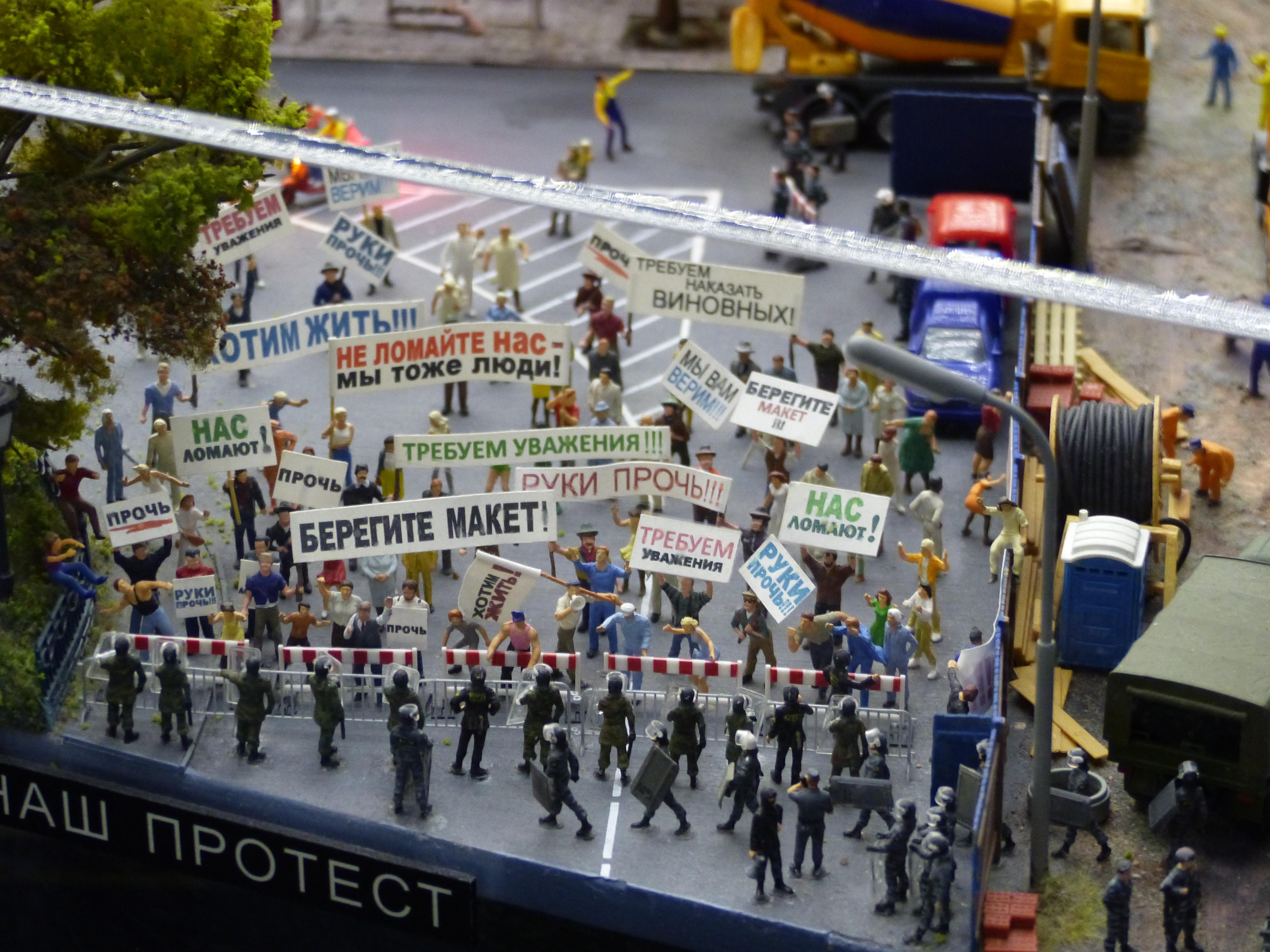
Protest van de maquettebewoners dat hier de maquette ophoudt

## Nationaal museum
Naar buiten toe profileert het museum zich als Nationales Show-Museum "Grand Maket Rossiya" (de) en National Show-Museum "Grand Maket Rossiya"' (en).

## Onderscheidingen
- In 2013 won Sergej Morozov de 'sobaka.ru' top 50 van beroemdste mensen in Sint-Petersburg-prijs op wetenschappelijk gebied.
- In 2014 kwam Grand Maket Rusland op de lijst van top 10 musea in Rusland, vermeld door de gebruikers van toeristische site TripAdvisor.
- In 2014 won Sergej Morozov de zakelijke prijs van 'Boss of the Year' voor zijn nominatie voor 'Breakthrough Boss of the Year'.

In 2014 kwam de Grote Maquette Rusland in de top 10 van meest gefotografeerde plaatsen in Sint-Petersburg.